# Martins Ferry
Martins Ferry ist eine City am Ohio River im County Belmont im Bundesstaat Ohio. Das U.S. Census Bureau ermittelte bei der Volkszählung 2020 eine Einwohnerzahl von 6260.
Der Dichter James Wright, der in Martins Ferry in einer Arbeiterfamilie geboren wurde und dort während der Depression aufwuchs, schrieb mit „Autumn Begins in Martins Ferry, Ohio“ eins seiner berühmtesten Gedichte. Ihm zu Ehren fand in Martins Ferry von 1980 bis 2007 jährlich das James Wright Poetry Festival statt.

## Geschichte
Der Ort war spätestens in den 1780er Jahren erstmals durch Weiße besiedelt worden; die Siedlung trug den Namen Norristown. Wilde Ansiedlungen (Squatters) auf dem westlichen Flussufer des Ohio River wurden mehrmals geräumt. 1787 fiel der Ort in das Gebiet des neugegründeten Nordwestterritoriums und konnte nun offiziell besiedelt werden. In jenem Jahr erhielt Absalom Martin das Land, auf dem sich heute Martins Ferry befindet, als Bezahlung für seine Dienste als Landvermesser. 1795 – sieben Jahre später – gründete Martin auf seinem Land einen Ort mit dem Namen Jefferson, und begann Einzelgrundstücke zu verkaufen. Nachdem der Verwaltungssitz des Countys Belmont jedoch statt in seinem Ort in St. Clairsville eingerichtet wurde, kaufte Martin die Grundstücke wieder zurück und machte die Parzellierung rückgängig. Die von Martin betriebene Fähre (englisch Ferry) über den Ohio River nach Wheeling in West Virginia blieb jedoch in Betrieb.

## Persönlichkeiten
- William Dean Howells (1837–1920), Schriftsteller, Literaturkritiker und Zeitschriftenredakteur
- Lou Groza (1924–2000), Footballspieler der Cleveland Browns, der in die Pro Football Hall of Fame aufgenommen wurde
- Alex Groza (1926–1995), Basketballspieler und Olympiasieger
- Theodore Barber (1927–2005), Psychologe und Hypnoseforscher
- James Wright (1927–1980), Dichter und Pulitzer-Preisträger
- John Havlicek (1940–2019), Basketballspieler